# 12240 Droste-Hülshoff
12240 Droste-Hülshoff eller 1988 PG2 är en asteroid i huvudbältet som upptäcktes den 13 augusti 1988 av den tyske astronomen Freimut Börngen vid Tautenburg-observatoriet. Den är uppkallad efter den tyska författarinnan Annette von Droste-Hülshoff.
Den tillhör asteroidgruppen Nysa.